# Astrochelys yniphora
La testuggine dal vomere (Astrochelys yniphora (Vaillant, 1885)), è una testuggine endemica del Madagascar ove è nota come angonoka.

## Descrizione
Presenta un carapace a cupola di colore marrone chiaro. Il piastrone presenta uno scuto gulare che si proietta in avanti tra le zampe anteriori.
I maschi sono più grandi delle femmine. La lunghezza media di un maschio adulto è  di 414.8 mm (range 361–486 mm) per un peso medio di 10.3 kg (range 7.2-18.9 kg). Le femmine misurano in media 370.1 mm (range 307–426 mm) e pesano mediamente 8.8 kg (range 5.5–12 kg).

## Distribuzione e habitat
L'attuale areale di questa specie è ristretto ad un'area di non oltre 60 km² nella regione della baia di Baly nel Madagascar nord-occidentale.
L'area si caratterizza per la presenza di una densa foresta di bambù, contigua alla foresta decidua secca su un versante e a una fitta mangrovia sull'altro.

## Biologia

### Alimentazione
È una specie erbivora, che predilige le foglie e i germogli di Bauhinia spp. e Terminalia spp.

### Riproduzione
A. yniphora raggiunge la maturità sessuale intorno ai 15 anni. La stagione riproduttiva va da gennaio a maggio ed ogni covata è composta da 1-6 uova.

## Conservazione
La specie è inserita nell'Appendice I della Convenzione di Washington ed è considerata in pericolo critico di estinzione dalla Lista rossa IUCN (Critically Endangered).
Dal 2005 il suo areale è protetto all'interno del Parco nazionale della Baia di Baly.

## Etimologia
Il nome scientifico yniphora è una latinizzazione del greco antico ὕνις (hýnis, «vomere») e ‑φόρα (‑phóra, «portatrice»), alludendo alla particolare forma dello scuto gulare.